# 徳増ないる
徳増 ないる（とくます ないる、1976年6月16日 - ）は、静岡第一テレビ (SDT) の女性アナウンサー。

## 来歴・人物
東京都出身。国際基督教大学高等学校、国際基督教大学卒業。趣味はイラストを描くこと。
“ないる”という名前は、両親が出会った留学先であるエジプトのナイル川に因む。
小・中学校時代をサウジアラビアで過ごすが、湾岸戦争の影響で帰国する。
ないるが中学2年生だった1990年（平成2年）8月、仕事でクウェートに滞在中の父がイラク政府により41人の人質のうちの1人として拘束される。12月にイラク入りしたアントニオ猪木により解放された際、成田空港での父親との再会の様子が当時の読売新聞に掲載された。クウェートに残った父親の安否情報を聞くうちにマスコミに興味を持つようになる。
2025年7月31日放送の『every.しずおか』エンディングで同月に結婚したこと発表した、引き続き同番組のメインキャスターを務めるとしている。

## 現在の担当番組
- news every.しずおか - キャスター
- まるごと - ナレーション（ずん飯尾のペコリーノ）
- FRONT ZERO

## 過去の担当番組
- 静岡○ごとワイド（1999年10月 - 2001年9月）
- ○ごとX（2001年10月 - 2003年3月）
- ぐるっと静岡食紀行（2006年4月 - 2013年3月）
- ニュースプラス1しずおか（2003年10月 - 2006年3月）
- NewsリアルタイムSHIZUOKA（2006年4月 - 2008年9月）